# Parroquia de Saint James (Barbados)
Saint James es una parroquia de Barbados situada en la costa oeste de la isla. La parroquia aporta 3 escaños al parlamento de Barbados.
Los asentamientos en la parroquia de St. James son Holetown (capital), Apes Hill, Appleby, Carlton, Clermont, Fitts Village, Folkestone, Holder's Hill, Husbands, Lower Carlton, Mount Standfast, Porters, Sion Hill, Thorpes, Trents, Upper Carlton, Westmoreland y West Terrace. La parroquia de Saint James limita con las de Saint Andrew (este), Saint Peter (norte), Saint Michael (sur) y Saint Thomas (sudeste).
La parroquia de Saint James también tiene una gran importancia histórica, ya que fue aquí donde los primeros colonos británicos desembarcaron en 1625. Bajo la autoridad del Rey James, los británicos reclamaron Barbados al aterrizar en la actual ciudad de Holetown de St. James (anteriormente Jamestown, llamada después del Rey mismo); este acuerdo convirtió a Barbados en lo que más tarde se conocería como «Pequeña Inglaterra». En la foto, un hito que recuerda el sitio por donde llegaron los ingleses.